# Bruksleden
Bruksleden is een 250 km lang pad dat tussen Västerås en Avesta in Zweden loopt, en vele variaties telt (via Hallstahammar, Skinnskatteberg of Malingsbo). Het pad is verdeeld over 27 etappes, variërend tussen de 4 en 16,5 kilometer.
De route is ingetekend op de 1:100000 kaarten van de Zweedse landmetingsorganisatie Lantmäteriet. Maar er zijn ook kaartjes met de route erop te downloaden van de homepage van Bruksleden.